# Demografia dello Zambia

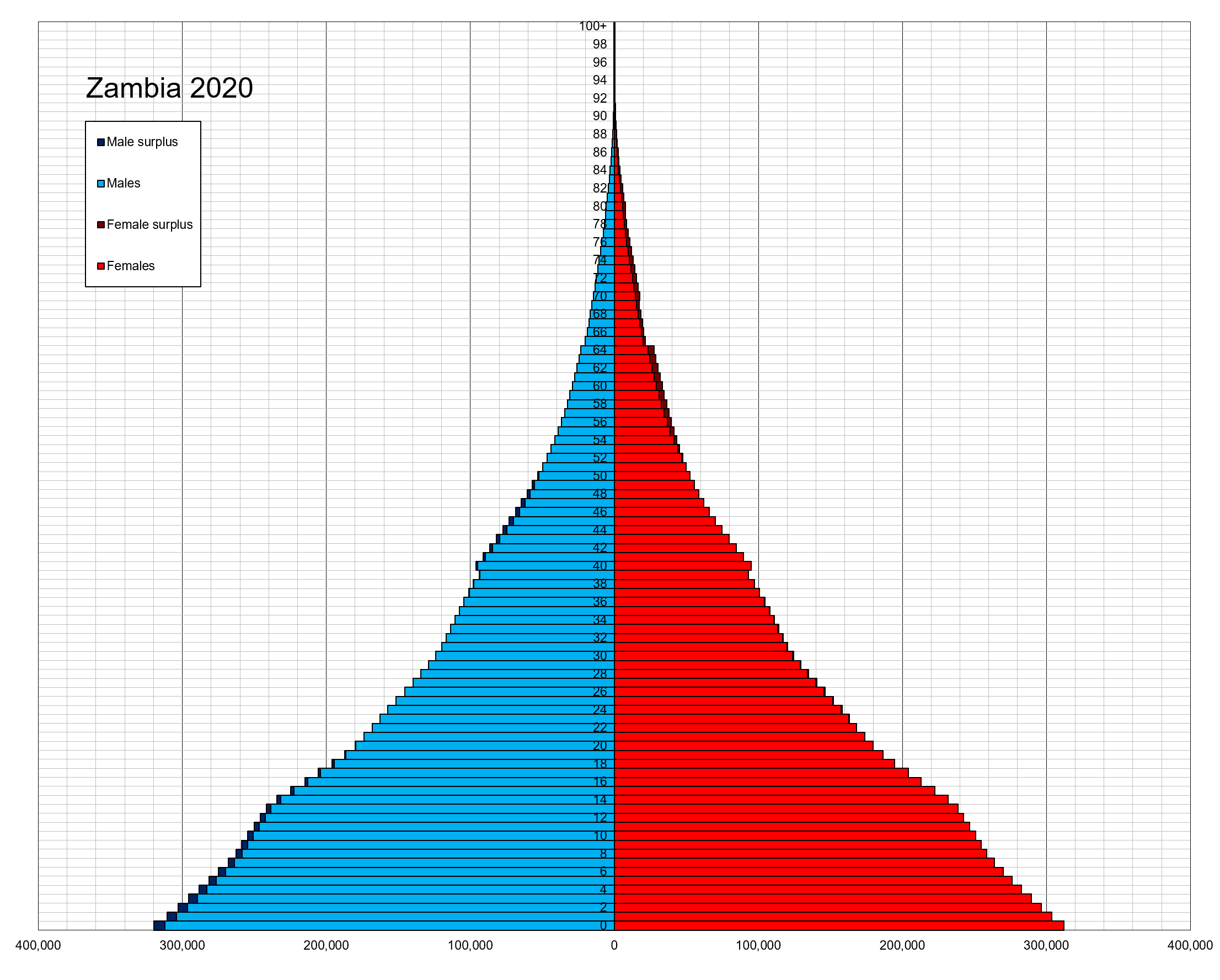
Piramide delle età dello Zambia nel 2020

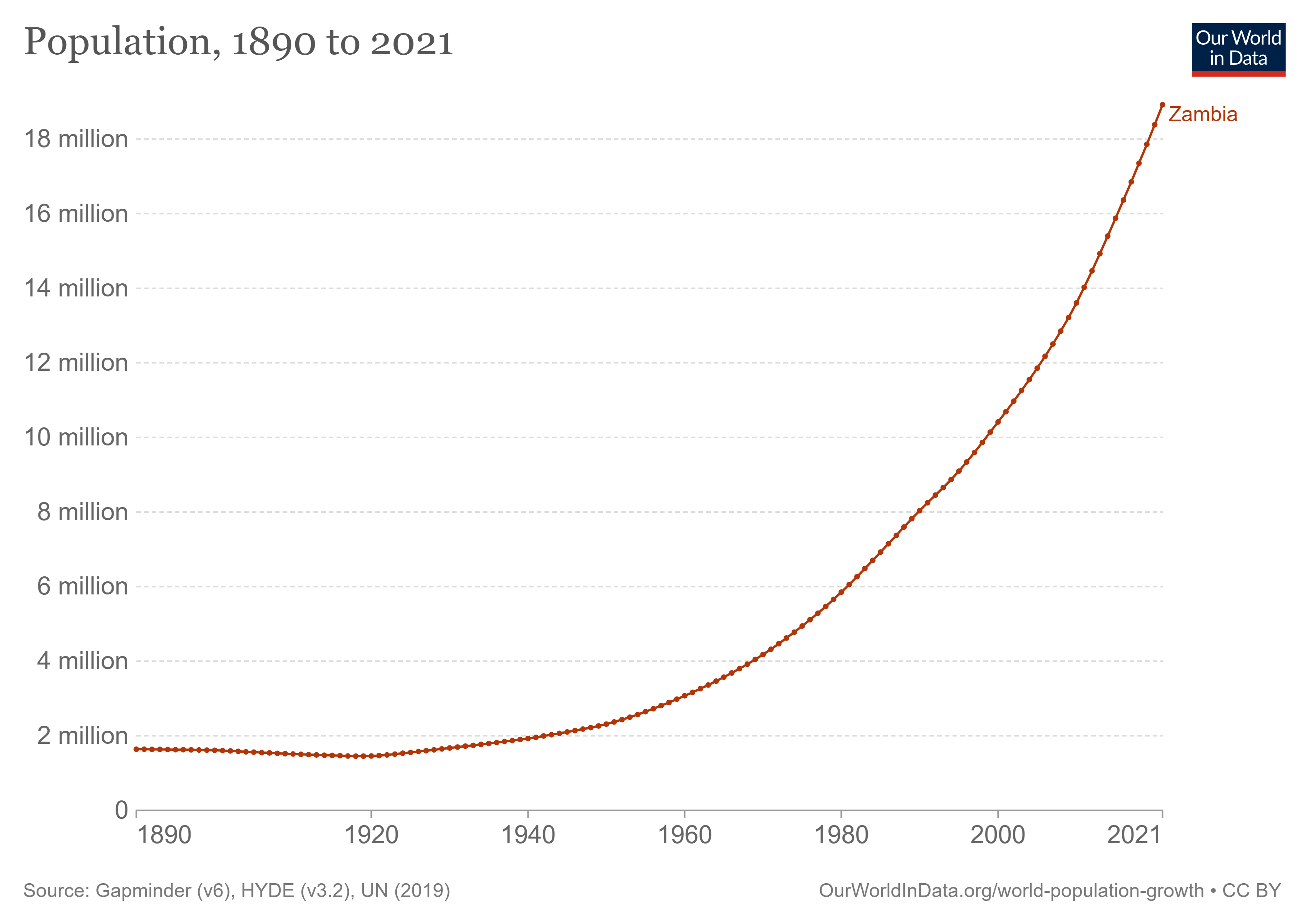
La popolazione dello Zambia (1890-2021).

Questo articolo riguarda le caratteristiche la demografia dello Zambia, comprensive di densità di popolazione, etnia, livello di istruzione, salute della popolazione, condizione economica, affiliazioni religiose e altri aspetti della popolazione.

## Gruppi etnici
Lo Zambia è uno dei paesi più urbanizzati dell'Africa subsahariana con il 44% della popolazione concentrato in poche aree urbane lungo i principali corridoi di trasporto, mentre le aree rurali sono scarsamente popolate. La popolazione dello Zambia comprende più di 72 gruppi etnici di lingua bantu. Alcuni gruppi etnici sono piccoli e solo due di essi sono formati da abbastanza persone da costituire almeno il 10% della popolazione. La maggior parte degli zambiani sono agricoltori di sussistenza, ma il paese è anche alquanto urbanizzato, con il 42% della popolazione che risiede in città. La religione predominante è una miscela di credenze tradizionali e cristianesimo.
Gli immigrati, per lo più britannici o sudafricani, così come alcuni cittadini bianchi dello Zambia (circa 40.000), vivono principalmente a Lusaka e nella Copperbelt nel nord dello Zambia, dove sono impiegati nelle miniere, in attività finanziarie e affini o sono in pensione. Lo Zambia ha anche una piccola popolazione asiatica che è tuttavia economicamente importante, la maggior parte della quale comprende immigrati indiani o cinesi.

### Censimento del 2010

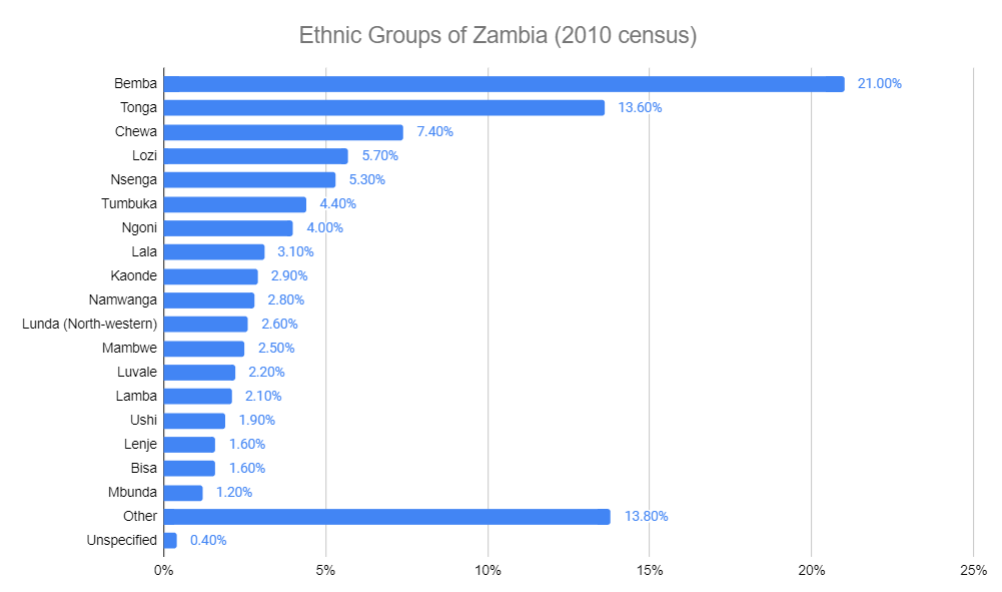
l

| Gruppi             | Percentuale |
| ------------------ | ----------- |
| Africano           | 99,2%       |
| Bemba              | 21%         |
| Tonga              | 13,6%       |
| Chewa              | 7,4%        |
| Lozi               | 5,7%        |
| Nsenga             | 5,3%        |
| Tumbuka            | 4,4%        |
| Ngoni              | 4%          |
| Lala               | 3,1%        |
| Kaonde             | 2,9%        |
| Namwanga           | 2,8%        |
| Lunda (nord-ovest) | 2,6%        |
| Mambwe             | 2,5%        |
| Luvale             | 2,2%        |
| Lamba              | 2,1%        |
| Ushi               | 1,9%        |
| Lenje              | 1,6%        |
| Bisa               | 1,6%        |
| Mbunda             | 1,2%        |
| Altro              | 13,8%       |
| Non specificato    | 0,4%        |

## Popolazione
Secondo la revisione del 2019 dei World Population Prospects, la popolazione totale dello Zambia era di 17,351,708 nel 2018, rispetto ai soli 2.340.000 nel 1950. La percentuale di bambini di età inferiore ai 15 anni nel 2010 era del 46,4%, il 50,6% aveva un'età compresa tra 15 e 65 anni, mentre il 3,1% aveva 65 anni o più.
|      | Popolazione totale | Popolazione di età compresa tra 0 e 14 (%) | Popolazione di età compresa tra 15 e 64 anni (%) | Popolazione di età superiore a 65 anni (%) |
| ---- | ------------------ | ------------------------------------------ | ------------------------------------------------ | ------------------------------------------ |
| 1950 | 2 340 000          | 44.9                                       | 52.3                                             | 2.7                                        |
| 1955 | 2 653 000          | 44.7                                       | 52.7                                             | 2.6                                        |
| 1960 | 3 045 000          | 44.9                                       | 52.6                                             | 2.5                                        |
| 1965 | 3 537 000          | 45.2                                       | 52.2                                             | 2.6                                        |
| 1970 | 4 139 000          | 46.4                                       | 50.9                                             | 2.7                                        |
| 1975 | 4 900 000          | 47.0                                       | 50.3                                             | 2.7                                        |
| 1980 | 5 775 000          | 47.3                                       | 49.9                                             | 2.8                                        |
| 1985 | 6 785 000          | 46.6                                       | 50.6                                             | 2.8                                        |
| 1990 | 7 860 000          | 45.8                                       | 51.4                                             | 2.8                                        |
| 1995 | 8 919 000          | 45.3                                       | 51.8                                             | 2.9                                        |
| 2000 | 10 202 000         | 45.3                                       | 51.8                                             | 2.9                                        |
| 2005 | 11 462 000         | 45.9                                       | 51.0                                             | 3.0                                        |
| 2010 | 13 089 000         | 46.4                                       | 50.6                                             | 3.1                                        |
| 2018 | 17.351.708         |                                            |                                                  |                                            |

## Dati anagrafici
La registrazione degli eventi anagrafici in Zambia non è completa. Il Dipartimento della Popolazione delle Nazioni Unite ha preparato le seguenti stime.
| Periodo   | Nati vivi all'anno | Decessi all'anno | Variazione naturale all'anno | Tasso grezzo di natalità | Tasso grezzo di mortalità | Variazione naturale | Tasso di Impero totale | Tasso di mortalità infantile (ogni 1000 nascite) |
| --------- | ------------------ | ---------------- | ---------------------------- | ------------------------ | ------------------------- | ------------------- | ---------------------- | ------------------------------------------------ |
| 1950-1955 | 117.000            | 54.000           | 63.000                       | 46.8                     | 21.7                      | 25.1                | 6.75                   | 148                                              |
| 1955-1960 | 136.000            | 57.000           | 78.000                       | 47.6                     | 20.1                      | 27.5                | 6.90                   | 137                                              |
| 1960-1965 | 160.000            | 62.000           | 98.000                       | 48.6                     | 18.8                      | 29.8                | 7.15                   | 127                                              |
| 1965-1970 | 189.000            | 68.000           | 121 000                      | 49.3                     | 17.7                      | 31.6                | 7.40                   | 118                                              |
| 1970-1975 | 219.000            | 72.000           | 147 000                      | 48.5                     | 16.0                      | 32.5                | 7.43                   | 107                                              |
| 1975-1980 | 254 000            | 79.000           | 174 000                      | 47.5                     | 14.9                      | 32.6                | 7.38                   | 100                                              |
| 1980-1985 | 283.000            | 91.000           | 192.000                      | 45.1                     | 14.4                      | 30.6                | 6.95                   | 99                                               |
| 1985-1990 | 322.000            | 113.000          | 209 000                      | 44.0                     | 15.4                      | 28.6                | 6.66                   | 103                                              |
| 1990-1995 | 365.000            | 151 000          | 214 000                      | 43.5                     | 18.0                      | 25.5                | 6.30                   | 107                                              |
| 1995-2000 | 427 000            | 187.000          | 240.000                      | 44.6                     | 19.6                      | 25.1                | 6.20                   | 105                                              |
| 2000-2005 | 480.000            | 212.000          | 269.000                      | 44.4                     | 19.6                      | 24.8                | 6.10                   | 103                                              |
| 2005-2010 | 547 000            | 204 000          | 342 000                      | 44.5                     | 16.7                      | 27.9                | 6.20                   | 95                                               |
|           |                    |                  |                              |                          |                           |                     |                        |                                                  |

Nascite e decessi
| Anno | Popolazione | Nati vivi | Decessi | Aumento naturale | Tasso di natalità grezzo | Tasso di mortalità grezzo | Tasso di incremento naturale | Tasso di fecondità totale |
| ---- | ----------- | --------- | ------- | ---------------- | ------------------------ | ------------------------- | ---------------------------- | ------------------------- |
| 1980 | 5.661.801   |           |         |                  | 37.0                     |                           |                              | 7.2                       |
| 1990 | 7.383.105   |           |         |                  | 44.0                     |                           |                              | 6.7                       |
| 2000 | 9.337.425   |           |         |                  | 36.0                     |                           |                              | 6.0                       |
| 2010 | 13.092.666  | 442.998   | 164.385 | 278.613          | 35.4                     | 13.1                      | 22.2                         | 5.9                       |

| Anno      | Tasso grezzo di natalità totale | Tasso di fecondità totale | Tasso grezzo di natalità urbano | Tasso di fecondità urbano | Tasso grezzo di natalità rurale | Tasso di fecondità totale rurale |
| --------- | ------------------------------- | ------------------------- | ------------------------------- | ------------------------- | ------------------------------- | -------------------------------- |
| 1992      | 45                              | 6.5 (5.4)                 | 44                              | 5.8 (4.7)                 | 46                              | 7.1 (6.2)                        |
| 1996      | 45.2                            | 6.08 (5.2)                | 43.7                            | 5.08 (4.1)                | 46.1                            | 6.86 (6.1)                       |
| 2001-2002 | 43.3                            | 5.9 (4.9)                 | 36.7                            | 4.3 (3.4)                 | 47.0                            | 6.9 (5.8)                        |
| 2007      | 43.6                            | 6.2 (5.2)                 | 36.3                            | 4.3 (3.6)                 | 47.5                            | 7.5 (6.3)                        |
| 2013-2014 | 37.2                            | 5.3 (4.5)                 | 32.2                            | 3.7 (3.3)                 | 40.3                            | 6.6 (5.6)                        |
| 2018      | 35.3                            | 4.7 (4.0)                 | 30.9                            | 3.4 (2.9)                 | 38.4                            | 5.8 (5.0)                        |

Dati sulla fecondità al 2013-2014 (programma DHS):
| Provincia        | Tasso di feconditàtotale | Percentuale di donne di età compresa tra 15 e 49 anni attualmente in gravidanza | Numero medio di bambini nati da donne di età compresa tra 40 e 49 anni |
| ---------------- | ------------------------ | ------------------------------------------------------------------------------- | ---------------------------------------------------------------------- |
| Centrale         | 5.9                      | 8.1                                                                             | 6.8                                                                    |
| Copperbelt       | 4.0                      | 7.6                                                                             | 5.5                                                                    |
| Orientale        | 5.8                      | 8.7                                                                             | 6.9                                                                    |
| Luapula          | 6.4                      | 11.4                                                                            | 6.6                                                                    |
| Lusaka           | 3.7                      | 7.7                                                                             | 5.1                                                                    |
| Muchinga         | 6.3                      | 10.3                                                                            | 7.2                                                                    |
| Settentrionale   | 6.6                      | 10.4                                                                            | 7.6                                                                    |
| Nord-Occidentale | 6.2                      | 9.2                                                                             | 6.7                                                                    |
| Meridionale      | 6.2                      | 9.2                                                                             | 6.9                                                                    |
| Occidentale      | 5.6                      | 8.1                                                                             | 6.0                                                                    |

### Tasso di fecondità per religione
A livello nazionale, il tasso di fecondità totale era più alto tra le donne senza affiliazione religiosa (6.5). Tra le donne con affiliazione religiosa i protestanti hanno il tasso di fecondità totale più alto (6.0), seguiti dai musulmani con 5.9 e dai cattolici con 5.7.
| Affiliazione religiosa | Tasso totale di fecondità |
| ---------------------- | ------------------------- |
| Protestantesimo        | 6.0                       |
| Cattolicesimo          | 5.7                       |
| Islam                  | 5.9                       |
| Induismo               | 2.0                       |
| Altre religioni        | 5.8                       |
| Non religioso          | 6.5                       |
| Zambia (totale)        | 5.9                       |

### Aspettativa di vita
| Periodo   | Aspettativa di vita in anni |
| --------- | --------------------------- |
| 1950–1955 | 42.07                       |
| 1955–1960 | 44.13                       |
| 1960–1965 | 46.08                       |
| 1965–1970 | 47.83                       |
| 1970–1975 | 50.16                       |
| 1975–1980 | 51.47                       |
| 1980–1985 | 50.31                       |
| 1985–1990 | 46.74                       |
| 1990–1995 | 43.79                       |
| 1995–2000 | 43.53                       |
| 2000–2005 | 46.86                       |
| 2005–2010 | 52.93                       |
| 2010–2015 | 59.73                       |

## Altre statistiche demografiche
Le seguenti statistiche demografiche dello Zambia nel 2019 provengono da World Population Review.
- Un parto ogni 47 secondi
- Un decesso ogni 4 minuti
- Un immigrato ogni 65 minuti
- Guadagno netto di una persona ogni 1 minuto

Le seguenti statistiche demografiche provengono dal CIA World Factbook, se non diversamente indicato.

### Popolazione
16.445.079 (stima luglio 2018)

### Struttura per età

Piramide della popolazione dello Zambia nel 2017

0-14 anni: 45,95% (maschi 3.796.548 / femmine 3.759.624)
15-24 anni: 20% (maschi 1.643.364 / femmine 1.645.713)
25-54 anni: 28,79% (maschi 2.384.765 / femmine 2.349.877)
55-64 anni: 2,95% (maschi 225.586 / femmine 260.252)
65 anni e oltre: 2,31% (maschi 166.224 / femmine 213.126) (stima 2018)

### Età media
totale: 16,8 anni. Confronto Paese con il resto del mondo: 222°
maschio: 16,7 anni
femmina: 16,9 anni (stima 2018)
totale: 17,2 anni
maschio: 17,1 anni
femminile: 17,3 anni (stima 2010)
totale: 16,46 anni
maschio: 16,26 anni
femmina: 16,67 anni (stima 2005)
totale: 16,5 anni
maschio: 16,4 anni
femmina: 16,6 anni (stima 2002)

### Tasso di natalità
41,1 nascite/1.000 abitanti (stima 2018) Confronto Paese con il resto del mondo: 6°

### Tasso di mortalità
12 morti/1.000 abitanti (stima 2018)

### Tasso di fecondità totale
5,58 bambini nati/donna (stima 2018) Confronto Paese con il resto del mondo: 8°

### Tasso di crescita della popolazione
2,91% (stima 2018) Confronto Paese con il resto del mondo: 10°

### Età media della madre al primo parto
19,2 anni (stima 2013/14)
nota: età mediana al primo parto tra le donne di età 25-29

### Tasso di migrazione netto
0 migranti/1.000 abitanti (stima 2018) Confronto Paese con il resto del mondo: 100°

### Tasso di prevalenza contraccettiva
49% (2013/14)